# Église Saint-Vincent de Campllong
Pour les articles homonymes, voir église Saint-Vincent.
L'église Saint-Vincent de Campllong est une église romane ruinée située à Vernet-les-Bains, dans le département français des Pyrénées-Orientales.